# Józef Adamek (polityk)
Józef Adamek (ur. 26 lutego 1875 w Ostrowie Wielkopolskim, zm. 17 stycznia 1947 w Chorzowie) – polski polityk, związkowiec, poseł na Sejm I kadencji II RP oraz na Sejm Śląski I i II kadencji w II RP z ramienia Polskiej Partii Socjalistycznej.

## Życiorys

### Młodość
Urodził się w rodzinie Jana i Barbary z domu Roszek. W rodzinnym mieście ukończył szkołę ludową i wyjechał wraz z rodzicami do Niemiec, gdzie rodzina Adamków osiedliła się w Bochum. Józef Adamek ukończył tam kursy handlowe organizowane przez socjaldemokratyczny Związek Niemieckich Górników (Verband Deutscher Bergarbeiter – VDP). Od 14. roku życia był górnikiem. W latach 1895–1897 odbywał służbę wojskową w 28 Pułku Artylerii Polowej w Pirnie.

### Działalność związkowa i polityczna w Cesarstwie Niemieckim
Po zakończeniu służby wojskowej pracował w centrali Związku Niemieckich Górników i współorganizował jego górnośląską sekcję, a w latach 1903–1909 był jej kierownikiem. W tym czasie rozpoczął też działalność w Polskiej Partii Socjalistycznej Zaboru Pruskiego – polskiego odłamu SPD. Był organizatorem struktur partii na Górnym Śląsku, a w latach 1907–1909 przewodniczącym jej Zarządu Głównego (członek Zarządu od 1906). W 1906 został delegatem na zjazd SPD w Mannheim, zaś w 1907 uczestniczył w Międzynarodowym Kongresie Socjalistycznym w Stuttgarcie oraz kandydował do Reichstagu. Od 1909 redagował „Gazetę Górniczą” w Bochum, pisał także do „Wolnego Związkowca”, został trzykrotnie skazany na grzywnę za prasową obrazę urzędników. W latach 1913–1925 przewodniczył Centralnemu Związkowi Zawodowemu Polskiemu (CZZP). Związek ten w 1923 liczył około 60 000 członków. W czasie pierwszej wojny światowej ponownie służył w armii niemieckiej – do 1918.

### Działalność związkowa i polityczna po 1918
W czasie powstań śląskich wchodził w skład Polskiego Komisariatu Plebiscytowego w Bytomiu jako przedstawiciel CZZP, działał także w Komitecie Parytetowym na powiat Katowice. Jako członek POW organizował pomoc z innych dzielnic dla powstań śląskich. Podczas powstań współpracował też z Wojciechem Korfantym oraz Józefem Rymerem i był jednym z głównych doradców polskich władz powstańczych. W tym okresie wydelegowano go na Międzynarodowy Kongres Pracy w Londynie, gdzie bronił praw Polski do Górnego Śląska. W 1922 został wybrany do Sejmu Śląskiego, gdzie wchodził w skład klubu PPS jako jego wiceprzewodniczący oraz uczestniczył w pracach komisji aprowizacyjnej (przewodniczący), prawniczej i spółdzielczej, po roku zrezygnował z mandatu. W tym czasie był inicjatorem wniosku o udzielenie spółdzielniom kontyngentu 100 000 ton węgla dla poprawienia sytuacji materialnej najuboższych. Posłem do Sejmu Śląskiego został ponownie w 1930 i piastował ten urząd do 1935, pełniąc także funkcję sekretarza Sejmu. Od 1922 Józef Adamek zasiadał również w Sejmie I kadencji z listy państwowej nr 2 (PPS). W 1923 został członkiem Rady Nadzorczej Towarzystwa Budowy Domów Robotniczych na Górnym Śląsku. W okresie międzywojennym wchodził w skład najwyższych władz PPS jako członek między innymi Rady Naczelnej PPS (1921–1931) i przewodniczący Okręgowego Komitetu Robotniczego PPS na Górnym Śląsku (1928–1929).
Józef Adamek kontynuował także działalność związkową, między innymi wchodził w skład Wydziału Wykonawczego Komisji Centralnej Związków Zawodowych od 1923 do 1927 zaś w latach 1925–1928 wiceprzewodniczył Centralnemu Związkowi Górników. W 1930 kandydował z listy PPS do Senatu. W późniejszym okresie był urzędnikiem, od 1927 do 1939 kierownikiem Wydziału Opieki Społecznej Rady Miejskiej w Królewskiej Hucie (od 1934 Chorzów).
We wrześniu 1939 Józef Adamek wyjechał do Lwowa, gdzie również zaangażowany był w działalność polityczną i konspiracyjną – jako członek Okręgowego Komitetu Robotniczego PPS – Wolność, Równość, Niepodległość współorganizował sieć łączności kurierskiej z rządem emigracyjnym. Po wojnie, od 1945, ponownie mieszkał w Chorzowie.